# Moreno Mannini
Moreno Mannini (Imola, Italia, 15 de agosto de 1962) es un exfutbolista italiano, recordado por su etapa como jugador en la UC Sampdoria y su participación en la selección de fútbol de Italia en los años 90.

## Estadísticas

### Clubes
| Club                | País       | Año         | Partidos | Goles |
| Imolese Calcio 1919 | Italia     | 1980 - 1981 | 25       | 2     |
| Forlí FC            | Italia     | 1981 - 1982 | 10       | 1     |
| Calcio Como 1907    | Italia     | 1982 - 1984 | 53       | 5     |
| UC Sampdoria        | Italia     | 1984 - 1999 | 377      | 7     |
| Nottingham Forest   | Inglaterra | 1999 - 2000 | 10       | 0     |
| Imolese Calcio 1919 | Italia     | 2000        | 1        | 0     |

## Palmarés

### Campeonatos nacionales
| Título              | Club         | País   | Año     |
| ------------------- | ------------ | ------ | ------- |
| Copa de Italia      | UC Sampdoria | Italia | 1984-85 |
| Copa de Italia      | UC Sampdoria | Italia | 1987-88 |
| Copa de Italia      | UC Sampdoria | Italia | 1988-89 |
| Serie A             | UC Sampdoria | Italia | 1990-91 |
| Supercopa de Italia | UC Sampdoria | Italia | 1991    |
| Copa de Italia      | UC Sampdoria | Italia | 1993-94 |

### Campeonatos internacionales
| Título | Club         | País   | Año     |
| ------ | ------------ | ------ | ------- |
| Recopa | UC Sampdoria | Italia | 1989-90 |